# Uri Caine
Uri Caine, född 8 juni 1956 i Philadelphia, är en amerikansk klassisk och jazzpianist och kompositör.

## Biografi
Caine började spela piano vid sju års ålder och fick undervisning av jazzpianisten Bernard Peiffer när han var tolv. Senare studerade han vid University of Pennsylvania där han fick undervisning av George Crumb. Under denna period utvecklade han en större bekantskap med klassisk musik och spelade på klubbar i Philadelphia.
Han började spela professionellt 1981 och 1985 kom hans skivdebut med bandet Rochester-Gerald Veasley. Under 1980-talet flyttade han till New York där han fortfarande bor idag. Han medverkade på ett klezmer-album med Mickey Katz och spelade med jazzmusiker som Don Byron och Dave Douglas.
Caine är berömd för sitt eklektiska och intensiva tolkningar av klassisk musik. Han fick för sin jazztribut till Gustav Mahler från 1997 pris av German Mahler Society . Caine har också spelat Bachs Goldberg-variationer, Beethovens Diabelli-variationer, även verk av Wagner och Mozart.
2001 gav han ut albumet The Philadelphia Experiment med Ahmir "?uestlove" Thompson (trummis från hiphop-bandet The Roots) och Christian McBride (tidigare basist i Stings liveband) som innehåller jazz, funk, instrumental hiphop och jazz fusion. Albumet producerades av Aaron Levinson och på albumet förekommer även samarbeten med Pat Martino på gitarr och Jon Swana på trumpet.

## Diskografi
- 1993 – Sphere Music
- 1996 – Toys
- 1997 – Urlicht/Primal Light
- 1997 – Wagner e Venezia
- 1999 – Blue Wail
- 1999 – Zohar Keter
- 1999 – The Sidewalks of New York: Tin Pan Alley
- 1999 – I Went Out This Morning Over the Countryside
- 2000 – The Goldberg Variations
- 2000 – Love Fugue
- 2001 – Rio
- 2002 – Bedrock
- 2002 – Solitaire
- 2003 – Diabelli Variations
- 2004 – Dark Flame
- 2004 – Live at the Village Vanguard
- 2005 – Shelf-Life
- 2006 – Moloch: The Book of Angels, Vol. 6
- 2007 – Plays Mozart
- 2007 – Otello Syndrome
- 2008 – The Classical Variations